# Wheeless
Wheeless és una àrea no incorporada al Comtat de Cimarron, a l'estat d'Oklahoma, als Estats Units d'Amèrica. L'oficina de correus va ser establerta el 12 de febrer de 1907 i va ser abandonada el 27 de setembre de 1963. A prop de Wheeless està el Camp Nichols, un campament militar al Camí de Santa Fe, el qual està llistat en el National Register of Historic Places.